# Moreni, Neamț

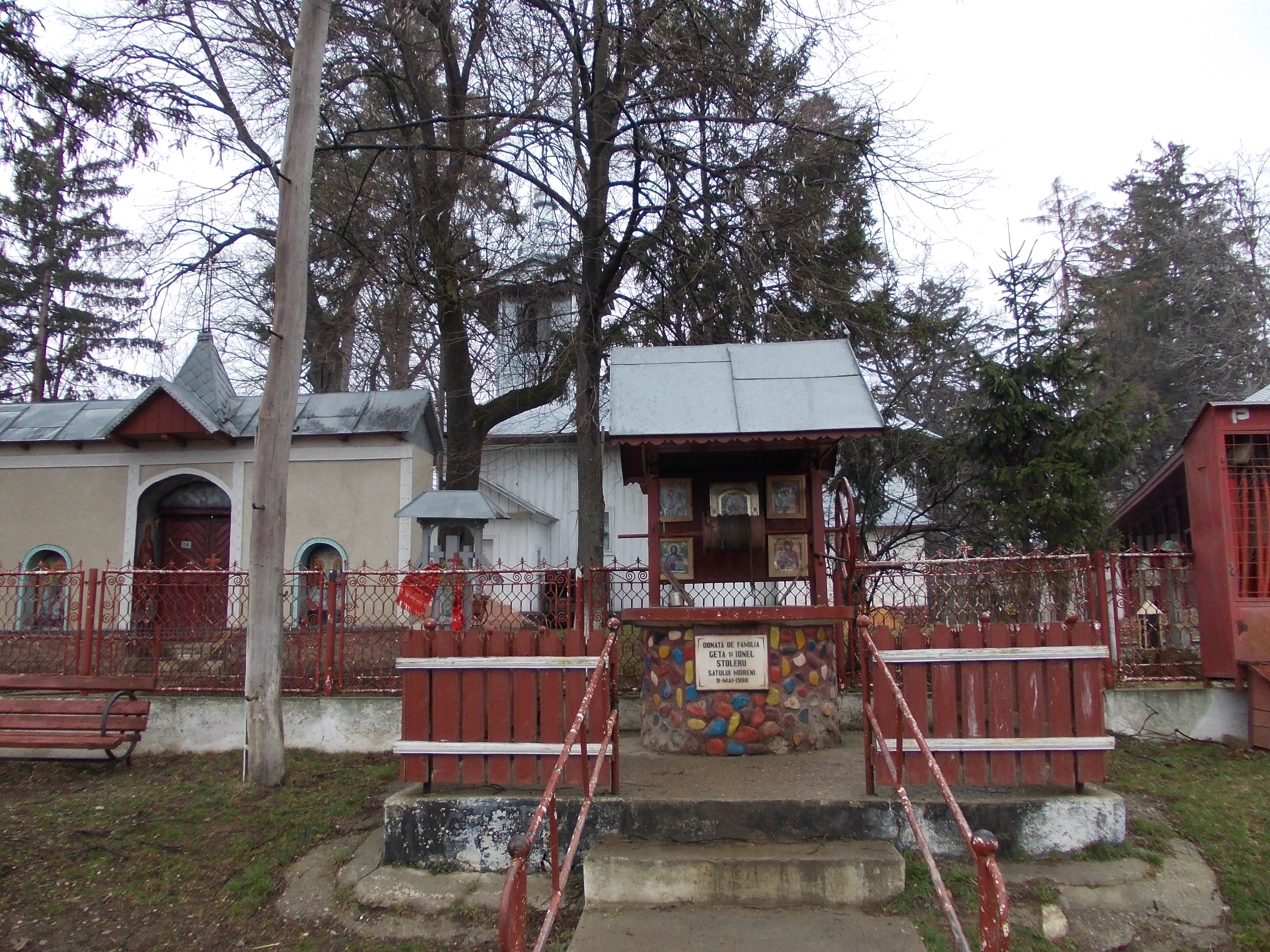
Troiţă în satul Moreni, Neamţ

Moreni este un sat în comuna Văleni din județul Neamț, Moldova, România.
 Acest articol despre o localitate din județul Neamț este deocamdată un ciot. Puteți ajuta Wikipedia prin completarea lui.